# بیت بزرگ گنده
«بیت بزرگ گنده» (به انگلیسی: The Big Big Beat) ترانه‌ای از رپر آمریکایی آزیلیا بنکس می‌باشد که در دومین میکس‌تیپ وی تحت عنوان اسلی-زی (۲۰۱۶) قرار دارد. این اثر در ۱۹ فوریهٔ سال ۲۰۱۶ به‌عنوان تک‌آهنگ اصلی این میکس‌تیپ منتشر گردید، پس از آن‌که بنکس در ماه مهٔ سال قبل از آن، خبر انتشار این میکس‌تیپ را اعلام کرده بود. تهیه‌کنندگی این ترانه را یک تهیه‌کنندهٔ تازه‌کار به نام ان اکسپرسو بر عهده داشته و ترانه‌سرایی آن به‌طور کامل توسط خود بنکس انجام شده است. صدای نوتوریوس بی.آی.جی در بخشی از این ترانه شنیده می‌شود که بدون کسب مجوز رسمی در آهنگ گنجانده شده. در این اثر اشعار این قطعه، بر اهمیت حفظ تواضع و وفادار ماندن به ریشه‌ها پس از رسیدن به شهرت تمرکز دارد.

## پس‌زمینه
آزیلیا بنکس در مهٔ سال ۲۰۱۵ در توئیتر اعلام نمود که یک میکس‌تیپ کامل شامل کاورها و ریمیکس‌هایی از ترانه‌های جی-زی با عنوان اسلی-زی و در فکر انتشار آن است. وی در اوت سال ۲۰۱۵ آشکار ساخت که به‌دلیل طبق مفاد قراردادش، تا حدود مارس ۲۰۱۶، اجازه انتشار موسیقی جدید ندارد. وی در ۱ فوریهٔ سال ۲۰۱۶ اعلام کرد که میکس‌تیپ مذکور را منتشر خواهد کرد و تک‌آهنگ اصلی آن با عنوان «بیت بزرگ گنده» در ۷ فوریه منتشر می‌شود. این اعلامیه در میان موجی از توئیت‌های بنکس منتشر شد که در آن‌ها حمایت خود از دونالد ترامپ و تلاش او برای رسیدن به ریاست‌جمهوری را اعلام کرده بود. که برخی منتقدان آن را راهی سطحی برای جلب توجه رسانه‌ای دانستند؛ کری کاردوزا از نیز با لحنی طعنه‌آمیز این تقارن را «صرفاً تصادفی» توصیف کرد. در ۸ فوریه، بنکس تصویر جلد تک‌آهنگ را در توئیتر منتشر کرد. روز بعد گزارش شد که انتشار این تک‌آهنگ به تعویق افتاده است. بنکس این تک‌آهنگ را سرانجام در ۱۹ فوریه در حساب ساندکلودش بارگذاری کرد و آن را به‌صورت مستقل منتشر نمود. در ۶ مه نیز این ترانه در آی‌تیونز منتشر شد.